# Apeadeiro de Reprezas
O Apeadeiro de Reprezas, igualmente conhecido como Represas, e originalmente denominado de Represa, é uma interface encerrada da Linha do Alentejo, que servia a zona de Reprezas, no concelho de Beja, em Portugal.

## História

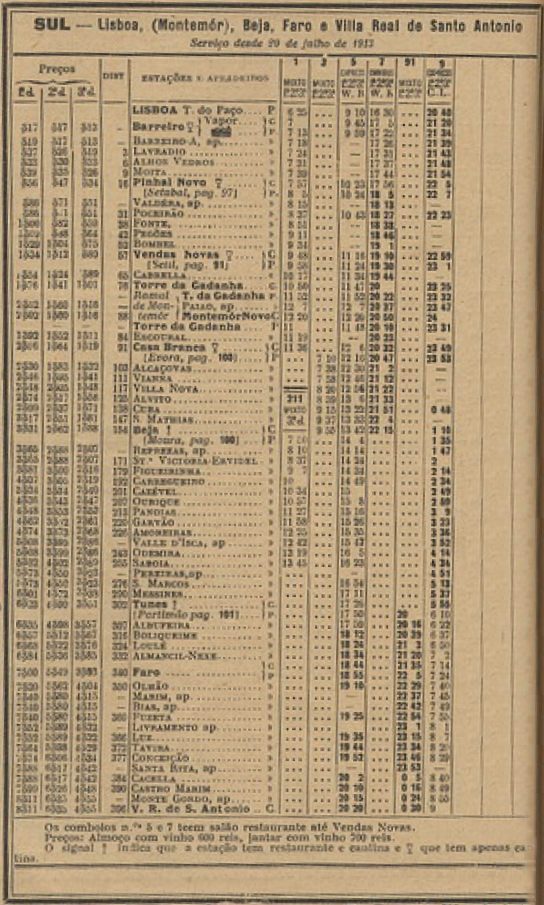
Horários de 1913, incluindo o apeadeiro de Reprezas.

Esta interface situa-se no lanço original da Linha do Alentejo entre Beja e Casével, que entrou ao serviço no dia 20 de Dezembro de 1870.
Em 24 de Julho de 1905, foi aprovado o projecto e o correspondente orçamento para o Apeadeiro de Represa, datados de 9 de Dezembro de 1904.
Em 1934, a comissão administrativa do Fundo Especial de Caminhos de Ferro autorizou a realização de obras neste apeadeiro, de forma a modificar as rasantes das linhas.
Em 1948, já estavam a decorrer as obras na chamada Variante de Beja, que iria alterar o traçado da Linha do Sul entre as estações de Beja e Santa Vitória. Este novo troço entrou ao serviço em 1971.